# Championnat d'Argentine de football 1962
Navigation
Saison précédente Saison suivante
La saison 1962 du Championnat d'Argentine de football est la 32e édition professionnelle de la première division argentine. Le championnat rassemble les 15 meilleures équipes du pays au sein d'une poule unique, où chaque club rencontre tous ses adversaires deux fois. En fin de saison, les deux derniers du classement sur les trois dernières saisons sont relégués et remplacés par le vainqueur de la Segunda División.
C'est le club de Boca Juniors qui termine en tête du championnat et remporte le 14e titre de champion d'Argentine de son histoire. Le club se qualifie pour la Copa Libertadores.

## Les 15 clubs participants
| \| Buenos Aires La Plata Rosario \| Villes représentées lors de la saison 1962 |
| Buenos Aires La Plata Rosario                                                  |

- Boca Juniors
- San Lorenzo de Almagro
- Ferro Carril Oeste
- River Plate
- Racing Club
- Independiente
- Rosario Central
- Gimnasia y Esgrima (La Plata)
- Huracán
- Chacarita Juniors
- Vélez Sársfield
- Argentinos Juniors
- Estudiantes (La Plata)
- Atlanta
- Quilmes - Promu de Segunda Division

## Compétition

### Classement
Le classement est établi en utilisant le barème suivant :
- Victoire : 2 points
- Match nul : 1 point
- Défaite, forfait ou abandon : 0 point

| Rang | Équipe                        | Pts | J  | G  | N  | P  | Bp | Bc | Diff |
| ---- | ----------------------------- | --- | -- | -- | -- | -- | -- | -- | ---- |
| 1    | Boca Juniors                  | 43  | 28 | 18 | 7  | 3  | 45 | 18 | +27  |
| 2    | River Plate                   | 41  | 28 | 18 | 5  | 5  | 61 | 28 | +33  |
| 3    | Gimnasia y Esgrima (La Plata) | 38  | 28 | 16 | 6  | 6  | 47 | 28 | +19  |
| 4    | Independiente                 | 35  | 28 | 12 | 11 | 5  | 41 | 27 | +14  |
| 5    | Chacarita Juniors             | 30  | 28 | 12 | 6  | 10 | 51 | 44 | +7   |
| 6    | Rosario Central               | 30  | 28 | 10 | 10 | 8  | 38 | 31 | +7   |
| 7    | Atlanta                       | 28  | 28 | 11 | 6  | 11 | 34 | 28 | +6   |
| 8    | Huracán                       | 28  | 28 | 10 | 8  | 10 | 36 | 35 | +1   |
| 9    | Racing Club T                 | 26  | 28 | 8  | 10 | 10 | 39 | 41 | -2   |
| 10   | Argentinos Juniors            | 23  | 28 | 8  | 7  | 13 | 46 | 53 | -7   |
| 11   | San Lorenzo de Almagro        | 22  | 28 | 7  | 8  | 13 | 39 | 51 | -12  |
| 12   | Ferro Carril Oeste            | 22  | 28 | 6  | 10 | 12 | 34 | 52 | -18  |
| 13   | Vélez Sársfield               | 21  | 28 | 5  | 11 | 12 | 35 | 55 | -20  |
| 14   | Estudiantes (La Plata)        | 20  | 28 | 5  | 10 | 13 | 34 | 53 | -19  |
| 15   | Quilmes P                     | 13  | 28 | 3  | 7  | 18 | 26 | 62 | -36  |

|  | Qualification pour la Copa Libertadores 1963      |
|  | Relégation en Segunda División                    |
|  | T : Tenant du titre P : Promu de Segunda División |

- Ferro Carril Oeste et Quilmes sont relégués car ils possèdent la plus mauvaise moyenne de points sur les trois dernières saisons (1960, 1961 et 1962).

## Bilan de la saison
| Tableau d'Honneur                   |              |
| Compétition                         | Vainqueur    |
| Championnat d'Argentine de football | Boca Juniors |

| Qualifications continentales |              |
| Copa Libertadores 1963       | Boca Juniors |

| Promotions et relégations    |                            |
| Promu en Primera Division    | Banfield                   |
| Relégués en Segunda Division | Ferro Carril Oeste Quilmes |